# Comuna Kaštelir, Istria
Kaštelir este o comună în cantonul Istria, Croația, având o populație de 1.463 de locuitori (2011).

## Demografie
Componența etnică a comunei Kaštelir
     Croați (68,97%)
     Italieni (4,78%)
     Sârbi (1,57%)
     Necunoscut (1,5%)
     Neclasificat (22,49%)
Componența confesională a comunei Kaštelir
     Catolici (88,59%)
     Fără religie și atei (4,1%)
     Ortodocși (1,85%)
     Necunoscută (4,03%)
     Alte religii (1,44%)
Conform recensământului din 2011, comuna Kaštelir avea 1.463 de locuitori. Din punct de vedere etnic, majoritatea locuitorilor (68,97%) erau croați, existând și minorități de afiliați religios (19,62%), italieni (4,78%) și sârbi (1,57%). Apartenența etnică nu este cunoscută în cazul a 1,5% din locuitori. Din punct de vedere confesional, majoritatea locuitorilor (88,59%) erau catolici, existând și minorități de persoane fără religie și atei (4,1%) și ortodocși (1,85%). Pentru 4,03% din locuitori nu este cunoscută apartenența confesională.